# 岡山自動車教習所
株式会社岡山自動車教習所（おかやまじどうしゃきょうしゅうしょ）は、岡山県岡山市中区にある岡山県公安委員会指定・公認の自動車教習所を運営する企業。略称は「岡教」(おかきょう)など。

## 所在地
- 岡山県岡山市中区土田320

## 取得できる免許
- 大型自動車免許
- 中型自動車免許
- 普通自動車免許（MT・AT）
- 大型自動二輪車免許
- 普通自動二輪車免許

## 特色
- インターネットを利用しての技能教習予約が可能である。
- テレビではなく岡山県内の大型ビジョンにおいて、CMを展開している。
- 1駅隣の高島駅には備前自動車岡山教習所が立地している。

## アクセス
- JR東岡山駅北口から徒歩3分。その他、各方面へスクールバスを運行している。